# 村上文香
村上 文香（むらかみ あやか、1993年〈平成5年〉6月2日 - ）は、日本のフリーアナウンサーで元・アイドル。身長は159 cm、血液型はA型。兵庫県出身。甲南女子大学文学部卒業。フリー。
アイドル時代には、「よしもと発ガールズユニット」（当時）のつぼみを経て、NMB48のチームMのメンバーとして活躍。よしもとクリエイティブ・エージェンシーやKYORAKU吉本.ホールディングスに所属していた。
2015年3月にNMB48を卒業したことを機に、KYORAKU吉本.ホールディングスを退社。2016年3月から2019年3月までは、NHK大津放送局との専属契約で、同局のキャスターを務めた。2019年4月よりフリーアナウンサーへ転身し、関西の放送局にてニュース・情報番組にレギュラー出演している。

## 略歴
- 2010年4月、ミューモアヨシモト主催のオーディションの結果つぼみに加入（ミューモア組・同期11名）、同期にシュークリーム（吉岡久美子・しより）、中上亜耶（よしもと所属マジシャンあやつるぽん）、八木沙季（アップフロント関西・元KRD8）、いうちりならがいる。
- 2010年4月29日、in→dependent theatre 2ndで開催されたお披露目式においてデビュー。
- 2010年9月、NMB48オープニングメンバーオーディション三次審査通過。三次通過をもってつぼみを事実上卒業するも最終審査に落選[注釈 1]。
- 2011年6月、NMB48第二期生オーディション最終審査合格。
- 2011年8月13日、『NMB48 2期生「PARTYが始まるよ」』の初日公演が開催され、選抜メンバー16名のうちの一人として劇場公演デビューを果たす。
- 2011年10月19日発売の2ndシングル「オーマイガー!」に初選抜。
- 2012年1月26日、NMB48研究生29人の中から選ばれたチームM初期メンバー16人に入り、正規メンバー昇格。
- 2014年12月12日、同日に行われた劇場公演において、アナウンサーになるためにNMB48から卒業することを発表した[3]。
- 2015年3月22日付でNMB48を卒業、KYORAKU吉本.ホールディングスを退社した。
- 2016年3月、NHK大津放送局に採用。4月からニュース情報番組『おうみ発630』の「しが!!応援宣言」コーナー担当として出演[4]、この他同局のラジオニュースのキャスターにも出演している。
- 2018年5月16日、大津放送局のアナウンスフォトブックで、結婚していることを公表した[5]。
- 2019年3月、NHK大津放送局との専属キャスター契約期間を満了。
- 2019年4月、フリーアナウンサーとしての活動を本格的に開始するとともに、兵庫県内での生活を再開。地元民放局のサンテレビジョンで、毎週日曜日の夕方に『ニュースSUNデー』のキャスターを務めている。
- 2025年6月28日、第1子出産を報告した[6]。

## 人物
- 妹がいる[7]。
- 甲南女子大学の学生時代には、NMB48のメンバーとして活動しながら、学内でアナウンス技術を学んでいた[2]。現在の夫は、アナウンサーを目指しての就職活動中に知り合った男性という[5]。
- つぼみ時代のキャッチコピーは、「つぼみの自称正当派アイドル」。当初は大食いキャラとして「つぼみの自称正統派食いしん坊アイドル」というキャッチコピーを使っていたがすぐに変更された[8]
- ピアノ・バレエ・習字・英語・水泳・空手を習っていた[9]。
- 長所は、ひとつのことに何時間でも集中できるところ[10]。

### NMB48
- NMB48のオープニングメンバーオーディションも受けていた、当時オーディションで一緒だった木下百花によると、最終審査の自己紹介が「甘えん坊のシャイガールです」とぶりっ子全開で「強烈」だったため、村上のことは1期生全員が覚えていたという、後にぶりっ子は猫を被っていただけと発覚し、実際は毒舌であったとのこと[11]。
- 歳下のメンバーから「おばちゃん」扱いされており、「あやばぁ」「ばばあ」と呼ばれていたが、メンバー内の人気者とされていた[12]。村上本人は、自分を含めた2期生の全体を「いい意味でも悪い意味でも仲がいい」と考えていた[13]。
- 元SKE48研究生の今出舞は高等学校の同級生である[14]。
- 二期生が選ぶアンケートで「勉強王」一位になったことがある。「学校ではできない方です」と本人は述べていたが[15]、2012年4月より大学に進学[16]。
- Google+におけるAKB48グループの部活動では美術部に所属していた[17]。

## NMB48在籍時の参加曲

### シングルCD選抜曲
NMB48名義
- オーマイガー!
  - 結晶 - 白組名義
  - 僕は待ってる
- 「純情U-19」に収録
  - 右へ曲がれ! - 紅組名義
- ナギイチ
  - 最後のカタルシス - 白組名義
- 「ヴァージニティー」に収録
  - 砂浜でピストル - 難波鉄砲隊其之壱名義
- 「北川謙二」に収録
  - 眠くなるまで羊は出て来ない
- 「僕らのユリイカ」に収録
  - 奥歯 - 白組名義
- 「カモネギックス」に収録
  - どしゃぶりの青春の中で  - 白組名義
- 「高嶺の林檎」に収録
  - プロムの恋人 - 白組名義
- 「らしくない」に収録
  - 右にしてるリング -Team M名義

AKB48名義
- 「ギンガムチェック」に収録
  - あの日の風鈴 - ウェイティングガールズ名義

### アルバム選抜曲
NMB48名義
- 『てっぺんとったんで!』に収録
  - てっぺんとったんで!
  - With my soul - teamM名義
- 『世界の中心は大阪や 〜なんば自治区〜』に収録
  - “生徒手帳の写真は気に入っていない”の法則
  - 夏の催眠術 - TeamM名義

AKB48名義
- 『1830m』に収録
  - 青空よ 寂しくないか?

### 劇場公演ユニット曲
2期生「PARTYが始まるよ」公演
- スカート、ひらり
- あなたとクリスマスイブ

チームM 1st Stage「アイドルの夜明け」公演
- 口移しのチョコレート（1st UNIT）
- 天国野郎（2nd UNIT）

チームM 2nd Stage「RESET」公演
- 明日のためにキスを
- 心の端のソファー（山田菜々のアンダー）

## 出演

### テレビ
NMB48として
- どっキング48（2011年10月4日 - 2012年1月10日･2012年4月24日 - 7月31日･9月25日、関西テレビ）
- なにわなでしこ（2011年10月12日 - 11月9日、日本テレビ）
- 日本テレビ開局60年特別番組 U-20お笑い日本一決定戦!「ワラチャン!」（2013年12月13日日本テレビ）
- NMBとまなぶくん（関西テレビ）
- 趣味バカ（サンテレビ）
- ブラックミリオン（テレビ東京）
- もんぜんまっぷ（岡山放送）

NHKキャスターとして
- おうみ発630（NHK大津放送局）
- 子育て応援バラエティ・#ママんざい（NHK大津放送局制作）
- ビワイチ！びわ湖一周自転車の旅（2017年7月1日NHK大津放送局制作）
- ぐるっと関西おひるまえ（2017年11月15日NHK大阪放送局・総合テレビ近畿地域）
- おはよう日本（2017年11月17日NHK総合）
- おはよう関西（2017年11月17日NHK総合）

フリーアナウンサーとして
- ニュースSUNデー（2019年4月7日 - サンテレビ）
- 情報スパイス (2020年10月9日 - eo光チャンネル)

### ラジオ
過去
- NMB48りかとあやかのガールズ☆ト〜ク（2013年4月6日 - 2014年12月28日 、ラジオ関西）
- ラジオニュース（NHK大津放送局）
- FMおうみi（NHK大津放送局）

### 舞台
- つぼみのお披露目会!（2010年4月29日、日本橋インディペンデントシアター2nd）[要出典]
- つぼみの開花宣言!!vol.4 〜新しいつぼみです。みんなの顔と名前を覚えてくださいね。〜（2010年6月20日、ヨシモト∞ホール大阪）[要出典]
- 桜・稲垣早希とつぼみのニコニコ感謝祭!!（2010年7月3日、ヨシモト∞ホール大阪） [要出典]
- つぼみの開花宣言!!vol.5 〜京橋花月で夏祭り!みんなで来てくださいね。〜（2010年8月21日、京橋花月）[要出典]
- 吉本興業創業100周年記念公演 吉本百年物語5月公演「キミとボクから始まった」（2012年5月28日、なんばグランド花月）[要出典]

### ネット配信
- つぼみのニコニコ開花宣言→つぼみのニコニコランド!（序盤のみ）（[いつから?]、ニコニコ動画）

## 書籍

### 雑誌連載
- B.L.T. 関西版（2013年2月24日 - 、東京ニュース通信社） - 「REACH THE DREAM」を連載。